# Ogni volta che vedo il mare/Chiara
Ogni volta che vedo il mare/Chiara è un singolo di Fiorella Mannoia del giugno 1984. Venne pubblicato dalla Ariston Records (Catalogo: AR 00961 - Matrici: AR 00961-1N/AR 00961-2N); il disco è stato prodotto da Gianni Dal Dello e Mario Lavezzi, quest'ultimo è anche arrangiatore del 45 giri.

## Tracce
Lato A
1. Ogni volta che vedo il mare – 3:26 (Gaio Chiocchio, Tony Cicco; edizioni musicali Equipe, It)

Lato B
1. Chiara – 3:42 (Oscar Avogadro, Mario Lavezzi; edizioni musicali Mascheroni, Equipe)

Durata totale: 7 min : 08 s

## Classifiche
| Paese  | Posizione raggiunta |
| ------ | ------------------- |
| Italia | 38                  |